# مارلينه ألبرشت
مارلينه ألبرشت هي لاعبة كرلنغ سويسرية، ولدت في 13 مارس 1988 في زيورخ في سويسرا.

## وصلات خارجية
- مارلين ألبرشت على موقع الاتحاد الدولي للكرلنغ (الإنجليزية)
- مارلين ألبرشت على موقع أوليمبيديا (الإنجليزية)